# حارة باب الخضراء (صنعاء)

تعديل مصدري - تعديل

باب الخضراء هي إحدى حارات حي القابل بمدينة الروضة شمال العاصمة اليمنية "صنعاء"، بلغ تعداد سكانها 78 نسمة حسب تعداد اليمن لعام 2004.